# 詹璽
詹璽（15世紀—16世紀），字廷信，江西廣信府貴溪縣牌樓邨人，明朝政治人物。

## 生平
詹璽是成化十九年（1483年）的舉人，次年（1484年）聯捷進士，獲授南京刑部貴州司主事，陞福建司員外郎，外任廣西右參議，正德四年（1509年）自河南右參議陞任廣東按察司副使，七年（1512年）再陞為浙江左參政，次年（1513年）轉廣西按察使，歷任廣西右布政使，十一年（1516年）官至雲南左布政使，不用兵力就能解散草寇，救活千多人，有廉謹名聲，至十四年（1519年）自行請求致仕。

## 引用
1. 1 2  同治《貴溪縣志·卷八·人物》：詹璽，字廷信，成化甲辰進士，授南京刑部貴州清吏司主事，陞福建清吏司員外郎，服官逾三十年敡厯五省，終任雲南左布政使，所至以廉謹稱，恬淡知止，晚年力疏請老，以左布政謝事家居卒。璽資稟魯鈍，績學有得，為治一感以誠，雲南多草竊，璽不用兵力解散其黨，所全活以千計，為時巨人長德云。 舊志
2. ↑  同治《貴溪縣志·卷七·選舉》：進士……成化二十年甲辰李旻榜 詹璽 仕終雲南布政使，見列傳……舉人……成化十九年癸卯科……詹璽 字廷信，牌樓邨人，見進士
3. ↑  四庫全書《廣西通志·卷五十三·秩官》：明……右參議……詹璽 貴溪人，弘治間任
4. ↑  《明武宗毅皇帝實錄·卷五十六》：（正德四年十月）辛丑陞湖廣按察司僉事陳鳳梧、河南布政司右參議詹璽俱為按察司副使，鳳梧山西，璽廣東。
5. ↑  《明武宗毅皇帝實錄·卷九十一》：（正德七年八月丁未）陞尚寶司少卿李天賦、兵部郎中何孟春、廣東按察司副使詹璽，天賦湖廣，孟春河南，璽浙江。
6. ↑  《明武宗毅皇帝實錄·卷一百七》：（正德八年十二月甲辰）陞浙江布政司左布政詹璽為廣西按察司按察使。
7. ↑  《明武宗毅皇帝實錄·卷一百十一》：（正德九年四月辛酉）陞廣西按察司按察使詹璽為廣西布政司右布政使。
8. ↑  《明武宗毅皇帝實錄·卷一百三十七》：（正德十一年五月己丑）陞廣西右布政使詹璽為雲南左布政使。
9. ↑  《明武宗毅皇帝實錄·卷一百七十八》：（正德十四年九月丁未）雲南布政司左布政使詹璽乞致仕，許之。